# Episodi di Indirizzo permanente (seconda stagione)
La seconda stagione della serie televisiva Indirizzo permanente è andata in onda negli Stati Uniti dal 2 ottobre 1959 al 10 giugno 1960 sulla ABC.
| nº | Titolo originale                            | Prima TV USA     | Titolo italiano | Prima TV Italia |
| -- | ------------------------------------------- | ---------------- | --------------- | --------------- |
| 1  | Only Zeroes Count                           | 2 ottobre 1959   |                 |                 |
| 2  | The Kookie Caper                            | 9 ottobre 1959   |                 |                 |
| 3  | Six Superior Skirts                         | 16 ottobre 1959  |                 |                 |
| 4  | Clay Pigeon                                 | 23 ottobre 1959  |                 |                 |
| 5  | Thanks for Tomorrow                         | 30 ottobre 1959  |                 |                 |
| 6  | Sing Something Simple                       | 6 novembre 1959  |                 |                 |
| 7  | The Treehouse Caper                         | 13 novembre 1959 |                 |                 |
| 8  | Out of the Past                             | 20 novembre 1959 |                 |                 |
| 9  | The Widow and the Web                       | 27 novembre 1959 |                 |                 |
| 10 | Secret Island                               | 4 dicembre 1959  |                 |                 |
| 11 | The Texas Doll                              | 11 dicembre 1959 |                 |                 |
| 12 | Vacation with Pay                           | 18 dicembre 1959 |                 |                 |
| 13 | The Jukebox Caper                           | 25 dicembre 1959 |                 |                 |
| 14 | Created He Them                             | 1º gennaio 1960  |                 |                 |
| 15 | Collector's Item                            | 8 gennaio 1960   |                 |                 |
| 16 | Switchburg                                  | 15 gennaio 1960  |                 |                 |
| 17 | The One That Got Away                       | 22 gennaio 1960  |                 |                 |
| 18 | Ten Cents a Death                           | 29 gennaio 1960  |                 |                 |
| 19 | Who Killed Cock Robin?                      | 5 febbraio 1960  |                 |                 |
| 20 | Condor's Lair                               | 12 febbraio 1960 |                 |                 |
| 21 | The Starlet                                 | 26 febbraio 1960 |                 |                 |
| 22 | Safari                                      | 4 marzo 1960     |                 |                 |
| 23 | Blackout                                    | 11 marzo 1960    |                 |                 |
| 24 | The Return to San Dede: Part 1 Desert Story | 18 marzo 1960    |                 |                 |
| 25 | Return to San Dede: Part 2, Capitol City    | 25 marzo 1960    |                 |                 |
| 26 | Publicity Brat                              | 1º aprile 1960   |                 |                 |
| 27 | The Fix                                     | 8 aprile 1960    |                 |                 |
| 28 | Legend of Crystal Dart                      | 15 aprile 1960   |                 |                 |
| 29 | Stranger Than Fiction                       | 22 aprile 1960   |                 |                 |
| 30 | Genesis of Treason                          | 29 aprile 1960   |                 |                 |
| 31 | Fraternity of Fear                          | 6 maggio 1960    |                 |                 |
| 32 | Spark of Freedom                            | 13 maggio 1960   |                 |                 |
| 33 | Perfect Setup                               | 20 maggio 1960   |                 |                 |
| 34 | Sierra                                      | 27 maggio 1960   |                 |                 |
| 35 | The Silent Caper                            | 3 giugno 1960    |                 |                 |
| 36 | Family Skeleton                             | 10 giugno 1960   |                 |                 |

## Only Zeroes Count
- Prima televisiva: 2 ottobre 1959

### Trama
- Guest star: Adele Mara (Martha Swain), Don C. Harvey (Paul Coyne), Hugh Sanders (Sam Boone), Poncie Ponce (Kim), Robert Conrad (Tom Lopaka), Dolores Donlon (Faye North), Richard Shannon (Carl Loomis)

## The Kookie Caper
- Prima televisiva: 9 ottobre 1959

### Trama
- Guest star: Will Hutchins (se stesso), John Hubbard (Laroque), Mary Tyler Moore (ragazza), Sherry Jackson (Carrie), Alexander Campbell (Silas Rocklin), King Donovan (Leggs Carson), Mickey Simpson (Wilkes)

## Six Superior Skirts
- Prima televisiva: 16 ottobre 1959

### Trama
- Guest star: Dennis McCarthy (detective Feldman), Diane McBain (Laura Stanley), Frankie Ortega (Frankie Ortega Trio), Joyce Meadows (Blaise Newsome), Army Archerd (se stesso), Robert Carson (Charles Prinz), Stephen Chase (dottor Graham), Ralph Clanton (Al Mulden), Kaye Elhardt (Wanda Hill), Dick Haynes (TV Announcer (voice), William Hudson (Phil Ashton), Will Hutchins (Emcee), Mary Kaye (Mary Kaye Trio), Dorothea Lord (Doris), Abraham Sofaer (M. Halvey)

## Clay Pigeon
- Prima televisiva: 23 ottobre 1959

### Trama
- Guest star: Paula Raymond (Mildred DeWitt), Christine Nelson (Eleanor Forbes), Dan Tobin (Sam Gurney), Steven Ritch (Rocky Podesta), Joey Faye (Max Krail), Charles Fredericks (Happy Happerson), Laura Wood (Eve Scott)

## Thanks for Tomorrow
- Prima televisiva: 30 ottobre 1959

### Trama
- Guest star: Brad Dexter (Vince Pool), John Dennis (Jack Metz), Mary Tyler Moore (Marie Drew), John Goddard (Steve Abud), Adam West (Lonnie Drew), Sam Buffington (Mr. Anton), Ben Welden (Benny Hayt)

## Sing Something Simple
- Prima televisiva: 6 novembre 1959

### Trama
- Guest star: Marianne Gaba (Lita Ladoux), William Edmunds (Papa Puccini), Neil Hamilton (Michael Green), Richard Garland (Jon Barone), Voorheis J. Ardoin (Nuncio), Linda Darnell (Zina Felice), Nico Minardos (Paul Descartes)

## The Treehouse Caper
- Prima televisiva: 13 novembre 1959

### Trama
- Guest star: Tom Drake (Clifford Towne), Bunny Cooper (Vicky Travers), J. Edward McKinley (Ronald Lowery), Carolyn Komant (Ginger Roman), Don 'Red' Barry (Shorty Adams), John Sebastian (Lennie Paris)

## Out of the Past
- Prima televisiva: 20 novembre 1959

### Trama
- Guest star: Patric Knowles (Maj George Haney), Lili Kardell (Karen Rodek), Narda Onyx (Gerda Nissen), Reggie Nalder (Hans Rausche), Danielle Aubry (Susette), Robert Christopher (Tom Handeman), Carl Esmond (Kurt von Paulus), Adam West (Jim Beck)

## The Widow and the Web
- Prima televisiva: 27 novembre 1959

### Trama
- Guest star: Patricia Michon (Gloria Shannon), Suzanne Lloyd (Elaine Shannon), Mark Roberts (Johnny Liston), Jim Overlin (Eddie Fleet), John Beradino (Carl Dorr), Owen Cunningham (dottor Gordon), Kathleen Freeman (Mrs. Ryan), Cecile Rogers (Joanne)

## Secret Island
- Prima televisiva: 4 dicembre 1959

### Trama
- Guest star: Grant Sullivan (Dave Connell), Catherine McLeod (Amanda Connell), Barry Cahill (pilota), Jimmy Lydon (navigatore), Jacques Bergerac (Pierre D'Albert), Tuesday Weld (Barrie), Kathleen Crowley (Carol Miller), Joan Staley (Flight Attendant)

## The Texas Doll
- Prima televisiva: 11 dicembre 1959

### Trama
- Guest star: Ric Roman (Joe Martino), Douglas Dick (Jim Ferris), Max Lewin (se stesso), Anita Sands (cameriera), Rhodes Reason (Ric Allen), Sherry Jackson (Chris Benson), Carol Ohmart (Ann Benson), Stephen Chase (Clay Benson)

## Vacation with Pay
- Prima televisiva: 18 dicembre 1959

### Trama
- Guest star: Judy Nugent (Bobbie Anderson), Kipp Hamilton (Lili), John Sutton (Ralph Anderson), Herbert Rudley (Gerald Anderson), Donald Buka (Pierre Le Clair), Albert Carrier (Claude), Jody Wright (Bobbie Anderson)

## The Jukebox Caper
- Prima televisiva: 25 dicembre 1959

### Trama
- Guest star: Anthony George (Si Temple), Suzanne Edwards (Jeannie Mayes), Oliver McGowan (Fleet Johnson), Michael Harris (Mike Andro), Lisa Davis (Linda Atkins), Ted de Corsia (Ben Gale), Patricia Donahue (Marilyn King), Jim Overlin (Eddie Mayes)

## Created He Them
- Prima televisiva: 1º gennaio 1960

### Trama
- Guest star: Victor Buono (Bongo Bennie), Bruce Hayes (Chuck Amherst), Howard Wright (dottor McKage), Don C. Harvey (Wildcat Torrance), Adele Mara (dottor Mary Lee Adams), Jean Byron (Claire Donaldson), Ed Kemmer (Page Donaldson), Margaret Irving (Mrs. Logan), Audrey Caire (Ruth Miller), Max Lewin (se stesso)

## Collector's Item
- Prima televisiva: 8 gennaio 1960

### Trama
- Guest star: Alan Baxter (Fred Keller), Baynes Barron (Bystander), Joanie Sommers (se stessa), Eric Feldary (Eric House), Jim Backus (Maury Samuels), Marie Windsor (contessa Maruska)

## Switchburg
- Prima televisiva: 15 gennaio 1960

### Trama
- Guest star: John Hubbard (Art Mooney), Charity Grace (Mrs. Brandon), Richard Reeves (William van Brock), Emile Meyer (sceriffo Hale), Jean Allison (Dorothy), Dolores Donlon (Nan Polly / Ann Polly), William Fawcett (Morty), William A. Forester (Kingsley, Desk Clerk), Lance Fuller (Clyde Amboy), Alfred Shelly (Al Hutchinson)

## The One That Got Away
- Prima televisiva: 22 gennaio 1960

### Trama
- Guest star: William Hudson (Phillip Marsden), Butler Hixon (Fisher), Eddie Quillan (ispettore Ferguson), Lisa Montell (Pilar), Richard Bermudez (Juan), Whitney Blake (Diana Cartwright), Fortunio Bonanova (Senor Ramon), Roberto Contreras (Santos), Raoul De Leon (Sanchez), Brad Weston (Manuel)

## Ten Cents a Death
- Prima televisiva: 29 gennaio 1960

### Trama
- Guest star: Hal Baylor (Herky's Bouncer), Robert Colbert (Ernie Pozen), Hugh Lawrence (Desk Sergeant), Sandra Edwards (Loma), Bea Benaderet (Mary Field), Linda Lawson (Jeanne), Anthony George (Nick Hercules), Jay Novello (Mr. Neidorf), Sandy Koufax (poliziotto)

## Who Killed Cock Robin?
- Prima televisiva: 5 febbraio 1960

### Trama
- Guest star: Jack Mather (J. Cedric), John Holland (Robin Wells), Pat Colby (poliziotto), Robert Conrad (Tom Lopaka), Fay Wray (Clara), Jacques Aubuchon (Wilson James), Richard Rust (Walter Legal), Myrna Fahey (Lynn Wells), Neil Hamilton (Hamilton), Don 'Red' Barry (Barnaby), Susan Crane (Amelia), Mathias Rust (Legal)

## Condor's Lair
- Prima televisiva: 12 febbraio 1960

### Trama
- Guest star: Troy Donahue (Star Bright), David Cross (Paname), Robert Lowery (Stacy Noble), Andrea King (Maggie Lang), Jeanne Bates (Lydia Noble), Tuesday Weld (Kitten Lang)

## The Starlet
- Prima televisiva: 26 febbraio 1960

### Trama
- Guest star: Joanie Sommers (Sally Peters), Christine Nelson (Marge Leland), Nancy Valentine (Rhonda Saxon), Kay Stewart (Mrs. Donnelly), Sandra Edwards (ragazza), Kaye Elhardt (Kay Donnelly), Jean Blake Fleming (Ellie Hayes), Joel Lawrence (Derek Rand), Paul Lukather (Steve Lucy), Diane McBain (Paula Harding), Howard McLeod (Johnny Kamsler), Linda Watkins (Mrs. Wetherby)

## Safari
- Prima televisiva: 4 marzo 1960

### Trama
- Guest star: Kurt Kreuger (Kurt Heller), Richard Coogan (Doug Walters), Janet Lake (Joyce Galbraith), Robert Colbert (Pete Mallon), Julie Adams (Miriam Galbraith), Arch Johnson (Simon Galbraith), Lou Rawls (Safari Attendant)

## Blackout
- Prima televisiva: 11 marzo 1960

### Trama
- Guest star: Damian O'Flynn (Mr. Cadwell), Warren Oates (Dink Strahman), John Sebastian (Pierre Picard), Sammy White (Red Neal), Rex Reason (Monty Salow), Donald May (Tip Lanahan), John Strong (detective Briggs)

## The Return to San Dede: Part 1 Desert Story
- Prima televisiva: 18 marzo 1960

### Trama
- Guest star: George J. Lewis (DeLeon), Rodolfo Hoyos Jr. (Pinedo), Alberto Monte (Juan), Marianna Hill (Juanita), Andra Martin (Roxanna), Luis Van Rooten (Salazar), Robert Hernandez (Emanuel)

## Return to San Dede: Part 2, Capitol City
- Prima televisiva: 25 marzo 1960

### Trama
- Guest star: Valentin de Vargas (Coca), Jorge Treviño (Garcia), Alberto Monte (Juan), Marianna Hill (Juanita), Andra Martin (Roxanna), Luis Van Rooten (Salazar), Rodolfo Hoyos Jr. (Pinedo), George J. Lewis (DeLeon), James Chandler (Crease), Robert Hernandez (Emanuel)

## Publicity Brat
- Prima televisiva: 1º aprile 1960

### Trama
- Guest star: Clark Howat (tenente Hirsch), Ralph Clanton (Herbert Goulet), Evelyn Rudie (Angel Conway), Paul 'Mousie' Garner (Barney), Pamela Britton (Paula Conway), Ken Lynch (Fred Thorn), Maurice Manson (Lotsie Vogel), Virginia Christine (Mrs. Thorn), Beau Gentry (Nick Devlin), Della Sharman (Barbara Sondermann), Billie Burke (Mavis)

## The Fix
- Prima televisiva: 8 aprile 1960

### Trama
- Guest star: Juli Reding (Miss Saturn), Joseph Hamilton (Bill Delaney), Lou Nova (Bluey), Michael Keep (Jack Delaney), Rhodes Reason (Chad Morrow), Mary Tyler Moore (Laura Chandler), Dennis Patrick (Fred Homer), Paul Dubov (Joe Carter), Gregory Morton (Anthony Barnes), Robert Clarke (Paul Chandler), Pat Comiskey (Sonny Jarba)

## Legend of Crystal Dart
- Prima televisiva: 15 aprile 1960

### Trama
- Guest star: Kurt Kreuger (Kurt Weibel), William Schallert (Ken Dexter), Dennis Moore (sceriffo Painter), Bek Nelson (Marie Lang), Patricia Michon (Janice Dexter), Marilyn Maxwell (Crystal Dart)

## Stranger Than Fiction
- Prima televisiva: 22 aprile 1960

### Trama
- Guest star: Suzanne Lloyd (Eve Rediger), James Hurst (ufficiale), Jackie Russell (Lisa), Mike Road (Carl Packard), Craig Curtis (Joey), Jerry Doggett (impiegato dell'hotel), Sam Gilman (Ian Pepperday), John Howard (Arnold Rediger), Tim Waller (detective)

## Genesis of Treason
- Prima televisiva: 29 aprile 1960

### Trama
- Guest star: Kathleen Freeman (WAF Secretary), Raymond Bailey (Ben Salway), Robert Carson (Brig. Gen. Myerson), Charity Grace (signora anziana), Dianne Foster (Marta Wentworth), Donald May (tenente Francis B. Hollister), Richard Shannon (Eric Gregory), John Shay (maggiore Windham), Liz Carr (Linda Grayson)

## Fraternity of Fear
- Prima televisiva: 6 maggio 1960

### Trama
- Guest star: Lane Chandler (Chief Crane), Justice Watson (Prof. Bleeker), Alice Foote (Susan Davis), Claudia Bryar (Mrs. Connors), Shirley Knight (Mari Ellen), Gary Vinson (Brad Curtis), Diane McBain (Doris Spinner), Kenneth Tobey (Coach Jarech), James Bonnet (Dave Dixon), Joan Marshall (Connie Jarech), Jerry Brent (Milt Moore), James Seay (Mr. Connors), Donald Foster (Dean Summers), J. Edward McKinley (medico legale)

## Spark of Freedom
- Prima televisiva: 13 maggio 1960

### Trama
- Guest star: David Manley (Anton), Norbert Schiller (padre Cyna), Joseph Waring (Prison Official), John Czingula (Geza), Anna-Lisa (Marie Kosary), Marcel Dalio (dottor Pierre Carnet), Theodore Marcuse (Ferenzi), John Van Dreelen (colonnello Szatmar), Rudolph Anders (Jozsef Jaszi), Sasha Harden (Miklos Jaszi), Charles Maxwell (Kirkland), Oscar Beregi Jr. (Border Crossing Agent)

## Perfect Setup
- Prima televisiva: 20 maggio 1960

### Trama
- Guest star: Tyler McVey (Philip Van Zandt), Paul Bryar (Ed Sudano), Connie Stevens (Cricket Blake), Anthony Eisley (Tracy Steele), Warren Stevens (Mel Dixon), Myrna Hansen (Carol), Skip Ward (Victor King), Joyce Meadows (Jessica King), Poncie Ponce (Kazuo Kim)

## Sierra
- Prima televisiva: 27 maggio 1960

### Trama
- Guest star: William Hudson (Bart Reed), Horace McMahon (Silva), Tom Fadden (assistente/ addetto), Ric Roman (Chuck Vincent), Lawrence Dobkin (professore Chastain), Anthony George (Barney Vincent), Edward Platt (Steve Jennings), Sherry Jackson (Ella Jennings)

## The Silent Caper
- Prima televisiva: 3 giugno 1960

### Trama
- Guest star: Don Hix (vecchio), Ann Duncan (Jingle Bells), Carolyn Komant (Girl Friend), Cliff Ketchum (Man with Rifle), Dale Van Sickel (Hood)

## Family Skeleton
- Prima televisiva: 10 giugno 1960

### Trama
- Guest star: Boyd Santell (Johnny Ritchie), Frank Gerstle (Bennie Cannon), Craig Duncan (scagnozzo), Nesdon Booth (barista), Suzanne Storrs (Diane Loring), Gale Robbins (Terry Staunton), Yvonne Craig (Luanna Staunton), Walter Reed (Phillip Staunton), Russ Bender (Chief Howard), Tristram Coffin (dottor Northrop)